# Peste del 1652
L'epidemia di peste del 1652-57 colpì parte della Sardegna, in particolare il medio Campidano. 
In Sardegna la peste era arrivata nel 1652 dalla Spagna. Colpì dapprima la città di Alghero, giungendo in seguito a Sassari e nel nord dell'isola. Si espanse poi verso sud, colpendo il nord del Campidano e la città di Cagliari. Dall'isola l'epidemia raggiunse Napoli divenendo nota come la peste del 1656.

## Storia
Secondo lo storico Giorgio Aleo la peste entrò in Sardegna passando per Alghero, arrivata «nell’aprile  del  1652»,  tramite  «una  tartana  carica  di  mercanzie»  proveniente  da  Tarragona  in  Catalogna,  «un  porto  e  una  regione»  dove  era  «in  atto  un’epidemia  di  peste  bubbonica». 
Dopo breve tempo la peste raggiunse Sassari, tramite «un  gesuita  fuggito  dal  collegio  di  Alghero  per  rifugiarsi  nella  casa  professa  della città».. 
Da Sassari arrivò nel Logudoro e, nel corso dell’estate, in Gallura. Il diffondersi fu causato dalla mancata vigilanza delle municipalità prima di Alghero e poi di Sassari sui loro abitanti, lasciati liberi di uscire dalle mura per rifugiarsi nei villaggi. Una volta costituita la Giunta Centrale di Sanità furono inviati nelle località i commissari per imporre la quarantena. Il contagio si muove poi verso sud: a protezione di Oristano e Cagliari fu posto un cordone sanitario, ma fu violato con facilità.
Durante l’estate il contagio si estese alla piana di Oristano e al Medio Campidano.
Dai voti rivolti ai santi allo scopo di porre fine all'epidemia, derivano il rinnovo della Discesa dei Candelieri a Sassari e la Festa di sant'Efisio a Cagliari, tuttora fra le più importanti processioni religiose in Sardegna (la prima patrimonio immateriale UNESCO tra le feste delle grandi macchine a spalla).